# Kålland

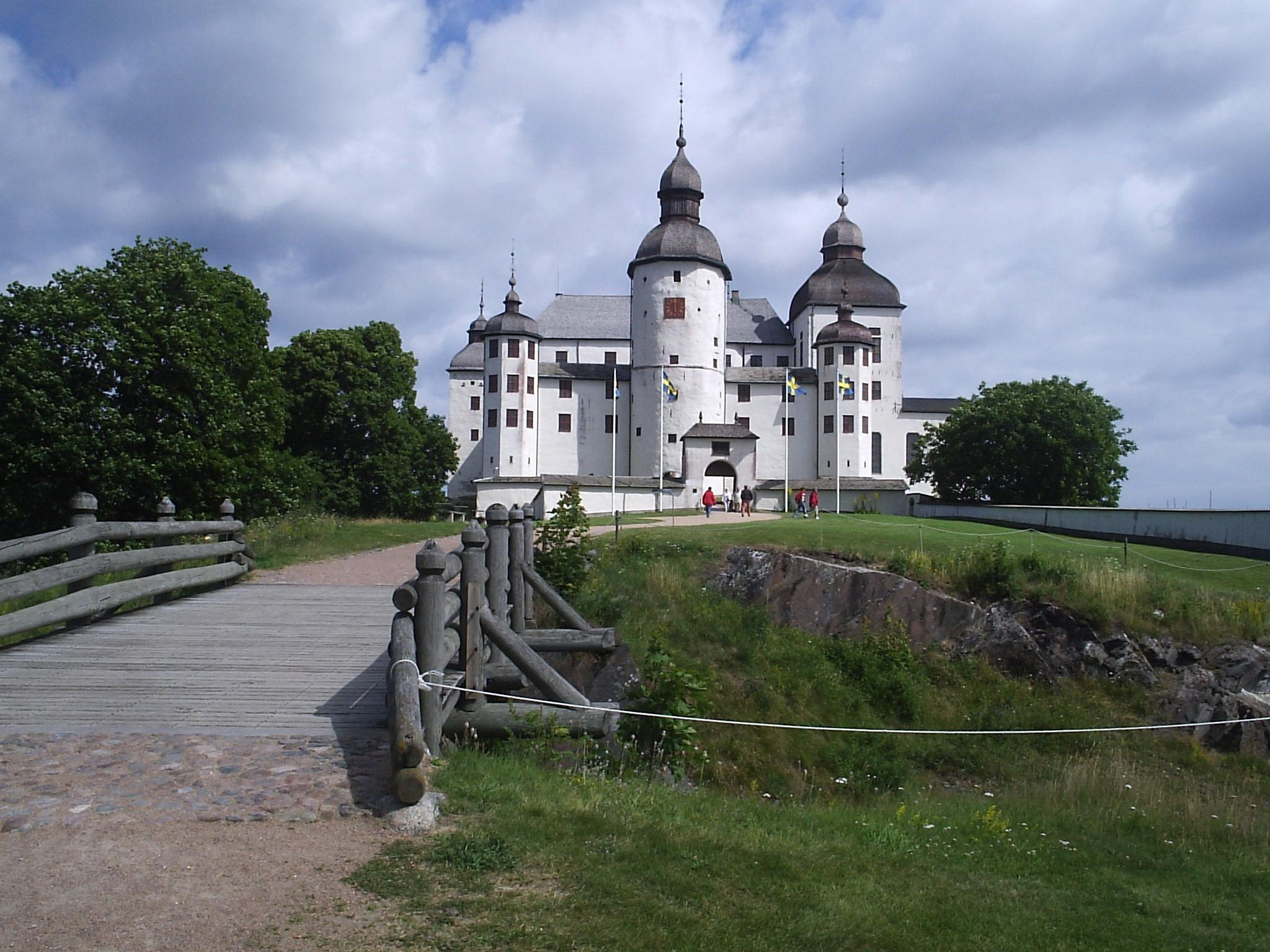
Läckö slott

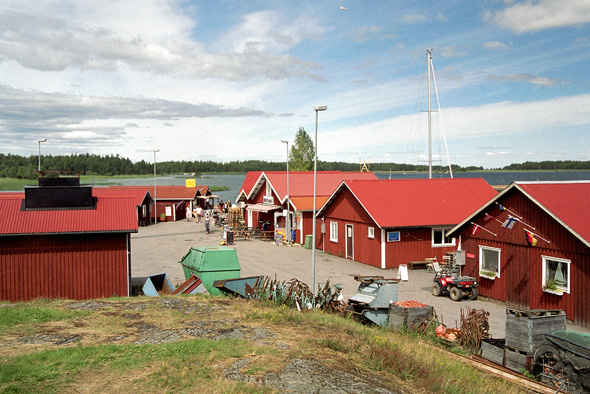
Spikens fiskeläge

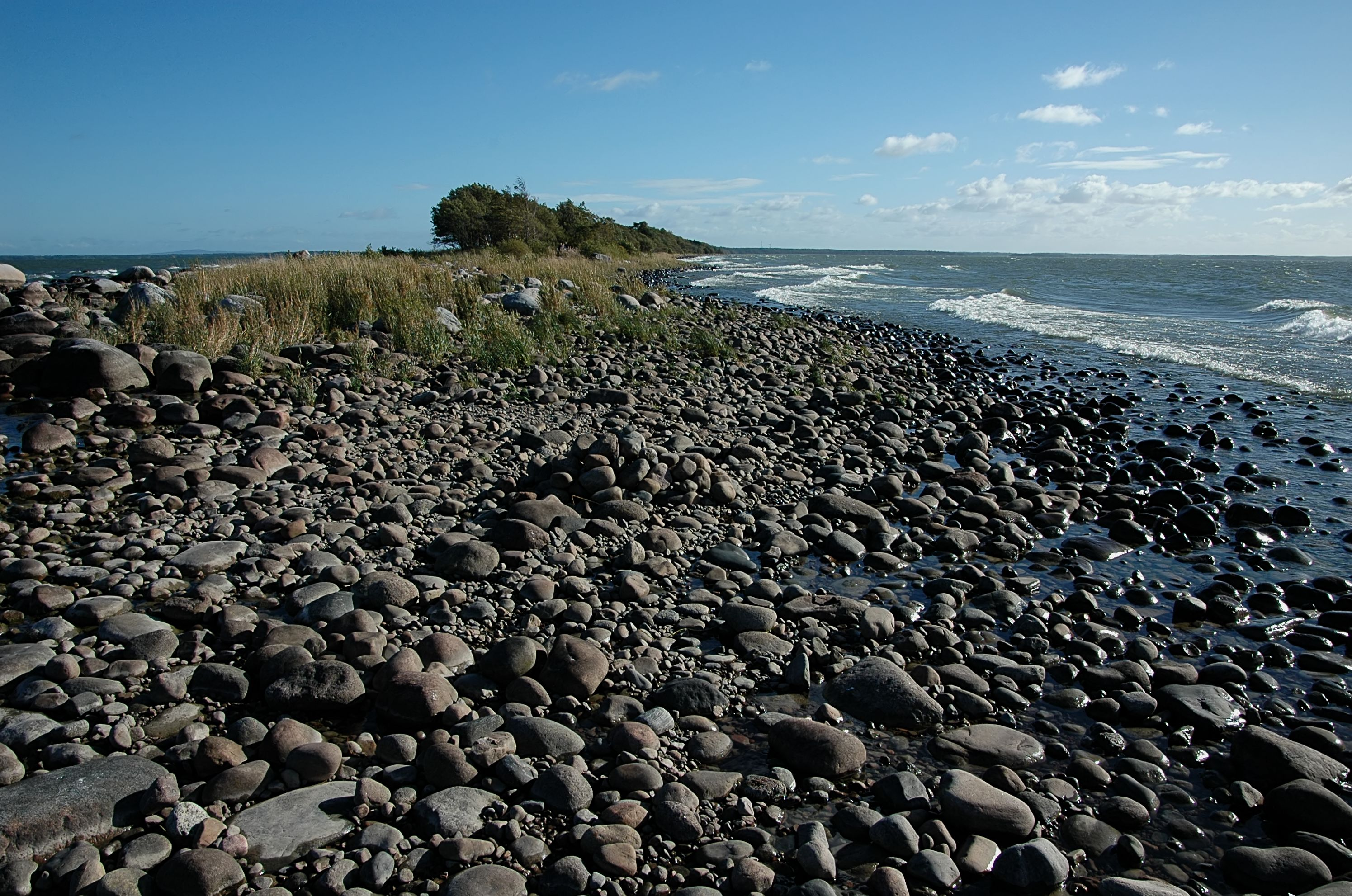
Vy från Hindens rev

Kålland är en halvö i södra Vänern som avdelar Kinneviken i öster och Dalbosjön i väster. På norra och västra sidan återfinns en naturskön skärgård, Kållands skärgårdar. På dess västra sida ligger Hindens rev, som är ett 5 kilometer långt näs som löper västerut från Kålland ut i Vänern och vars fortsättning man kan se i Dalsland vid fyrplatsen Hjortens udde sydost om Mellerud. Hindens rev är en ändmorän som bildades när inlandsisen drog sig tillbaka.
Kållands halvö utgör en del av den västsvenska så kallade mylonitzonen, vilken fortsätter norr om Vänern i form av Värmlandsnäs.
Den norra delen utgörs av Kållandsö där Läckö slott är beläget. Inom området finns ett antal avsatta naturreservat såsom Kållands skärgårdar, Hindens rev, Hindens udde-Svalnäs, Parkudden, Torsängen, Skansen Läckö och Trilleholme-Flatö domänreservat.
Halvön Kålland är belägen i Lidköpings kommun i Västra Götalands län.